# 滝和亭

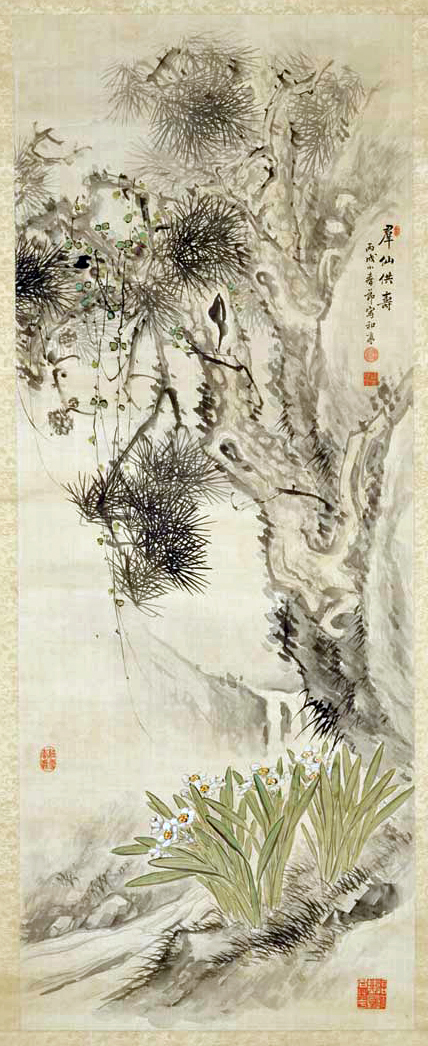
松に水仙 明治19年

滝 和亭（たき かてい、文政13年1月3日（1830年1月27日） - 明治34年（1901年）9月28日）は、南画家。江戸生まれ。名は謙、字は子直、別号は蘭田。

## 略伝
江戸千駄ヶ谷で生まれる。本姓は田中。幼名は長吉、名は邦之助。7,8歳頃近所の佐藤翠崖に学び、水山、翠山と号する。また、荒木寛快、片桐桐陰（渡辺玄対門人）にも学んでいる。大岡雲峰と坂本浩然に師事したのち、長崎に遊学する。日高鉄翁に学び、陳逸舟などの清国人とも交わりをもつ。安政元年（1854年）江戸に帰る。幕府に仕え、安政3年（1856年）から諸国を歴遊し、慶応2年（1866年）江戸に帰る。ウィーン万国博覧会、フィラデルフィア万国博覧会、シカゴ万国博覧会に出品し、内国勧業博覧会と内国絵画共進会では毎回受賞する。明治26年（1893年）9月25日帝室技芸員となる。美学者の滝精一は息子。弟子に、和亭の二女と縁組した原丹橋、荒井寛方の父・荒井素雲、佐藤紫煙、女流画家波多野華涯など。

## 著作
- 花鳥画譜 第1帖 博聞本社, 1878.10
- 畊香館画謄 第1-4 瀧精一, 1884.4
- 運筆画帖 田口治三郎, 1893.12
- 丹青一斑 第1-5 吉川半七, 1894.11

## 作品
| 作品名         | 技法     | 形状・員数 | 寸法（縦x横cm） | 所有者           | 年代               | 落款・印章 | 備考           |
| -------------- | -------- | ---------- | --------------- | ---------------- | ------------------ | ---------- | -------------- |
| 孔雀図         |          | 1幅        | 146.1x207.6     | 東京国立博物館   | 1892年             |            |                |
| 牡丹孔雀鸚鵡図 | 絹本著色 | 二曲一双   | 各175.0x180.0   | 三の丸尚蔵館     | 1896年             |            |                |
| 花鳥之図       | 絹本著色 | 3幅対      | 各275.0x144.2   | 三の丸尚蔵館     | 1896年             |            |                |
| 六義園図巻     | 絹本著色 | 3巻        |                 | 静嘉堂文庫美術館 | 1888年（明治21年） |            |                |
| 海鶴図         | 絹本著色 | 1幅        | 186.0x85.5      | 松岡美術館       | 1898年（明治31年） |            | 前田侯爵家旧蔵 |